# Crocchio
Il Crocchio (in antico: Aroca o Arocha; in età medioevale: Croclea) è un fiume della Calabria che nasce nella Sila Piccola e si getta nel golfo di Squillace, Mar Ionio, dopo un corso di 38 km.

## Decorso
Il Crocchio nasce dal Colle del Telegrafo, nella Sila Piccola, Riserva naturale Gariglione - Pisarello, alla quota di 1679 m s.l.m. Nella prima parte del suo corso, il fiume si snoda attraverso delle gole strette e profonde che determinano varie pozze, la più suggestiva delle quali, detta «Pozza dell'Inferno», origina dopo una cascata di 6 metri di altezza. Giunto infine in pianura, il Crocco sfocia nel Golfo di Squillace, nel territorio comunale di Cropani, in località Torre del Crocchio. Nei pressi della foce, il Crocchio riceve a sinistra il suo unico affluente, il Nasari.

## Caratteristiche
Il Crocchio era chiamato «Arocas» (o «Arochas») da Plinio il Vecchio, il quale lo inseriva fra i fiumi navigabili della Magna Grecia. Nel XVII secoli Giovanni Fiore da Cropani ne descrisse brevemente le mutazioni del nome (Arocha, poi Crogi e infine Crocchia) identificandolo con il Choniae di Licofrone. È citato nell'atto di costituzione del 1096 della diocesi di Squillace, i cui confini vennero fissati per l'appunto da Ruggiero dai fiumi Alarum et Crocleam. La prima parte del Crocchio è apprezzata per il torrentismo escursionistico. Le acque del Crocchio sono sfruttate notevolmente per uso irriguo e per la produzione di energia idroelettrica. Per l'alto grado di naturalità la foce del Crocchio è stata inserita nei siti del progetto Bioitaly, aree protette di interesse comunitario con codice SIC IT9320106.